# Eumenius
Eumenius (* um 264 in Augustodunum; † um 312) war ein gallischer Rhetor der Spätantike. Aufgrund eines Lesefehlers wurde er im 16. Jahrhundert fälschlicherweise mit der Stadt Kleve in Verbindung gebracht.
Eumenius stammte aus Augustodunum, dem heutigen Autun, wo er seit 296 für ein beträchtliches Gehalt die Scholae Maenianae leitete. Bereits sein Großvater, der aus Athen stammte, war ein bekannter Rhetor in Rom und Augustodunum gewesen. Eumenius, der 293 oder 298 auch Privatsekretär (magister memoriae trecenarius) des Kaisers Constantius I. war, berichtete später in einer Rede, die er wohl um 297 gehalten hat, über seine Bemühungen zur Wiederherstellung der Schule. Diese Rede, in der er auch die vier damals amtierenden Kaiser lobte, ist bis heute in den Panegyrici Latini erhalten geblieben. Eumenius, der einen Sohn hatte, starb um 312. Ob ihm auch noch weitere der anonymen Panegyrici zuzuordnen sind, ist umstritten.
Aufgrund eines Lesefehlers des Humanisten Beatus Rhenanus, der 1520 in seiner Ausgabe der Panegyrici statt Augustodunum Augustoclivum schrieb, glaubten die Bewohner Kleves (latinisiert Augustoclivum), dass ihre Stadt bereits in der Spätantike bestanden habe und damals die Heimat des Eumenius gewesen sei. Als der Klever Humanist Stephanus Winandus Pighius 1587 in einer Plastik im Rittersaal der Klever Burg eine Statue des Eumenius erkannt zu haben glaubte, wurde diese am Mitteltor der Stadtmauer aufgestellt, die man für einen Teil der alten römischen Stadt Kleve hielt. Auch versuchte man, die römischen Gebäude der Stadt Augustodunum und die Scholae Maenianae in Kleve zu lokalisieren.

## Textausgaben und Übersetzungen
- Charles E. V. Nixon, Barbara Saylor Rodgers (Hrsg.): In Praise of Later Roman Emperors. The Panegyrici Latini. University of California Press, Berkeley u. a. 2015, ISBN 978-0-520-28625-2, S. 145–177, 554–563 (kritische Ausgabe nach Roger A. B. Mynors und englische Übersetzung der Rede Pro instaurandis scholis mit Einleitung und Kommentar)